# كريستال كوكس
كريستال كوكس (بالإنجليزية: Crystal Cox)‏ هي عداءة سريعة أمريكية، ولدت في 28 مارس 1979 في نورفولك في الولايات المتحدة.

## وصلات خارجية
- كريستال كوكس على موقع الاتحاد الدولي لألعاب القوى (الإنجليزية)
- كريستال كوكس على موقع أوليمبيديا (الإنجليزية)
- كريستال كوكس على موقع اللجنة الأولمبية والبارالمبية الأمريكية (الإنجليزية)